# (173032) Mingus
(173032) Mingus est un astéroïde de la ceinture principale.

## Description
(173032) Mingus est un astéroïde de la ceinture principale. Il fut découvert le 25 août 2006 à La Cañada par Juan Lacruz. Il présente une orbite caractérisée par un demi-grand axe de 3,08 UA, une excentricité de 0,16 et une inclinaison de 12,6° par rapport à l'écliptique.

## Compléments